# Carl Gottlob Schmeidler

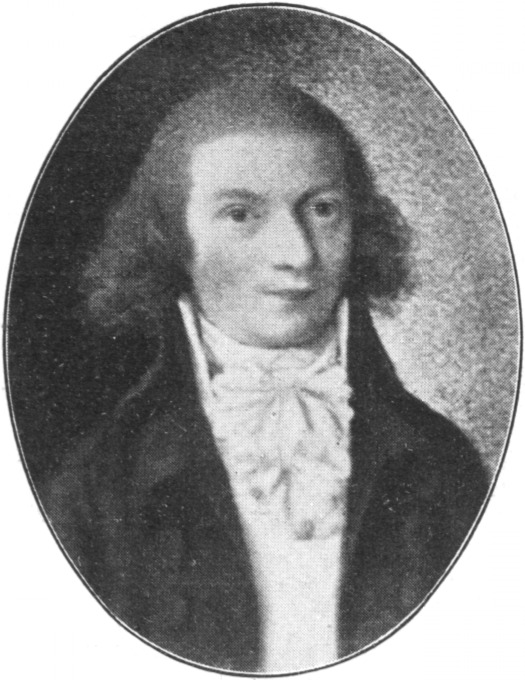
Selbstbildnis, um 1795

Carl Gottlob Schmeidler (* 8. Dezember 1772 in Nimptsch, Schlesien, Preußen; † 2. September 1838 in Breslau, Provinz Schlesien) war ein schlesischer Maler.

## Leben und Wirken

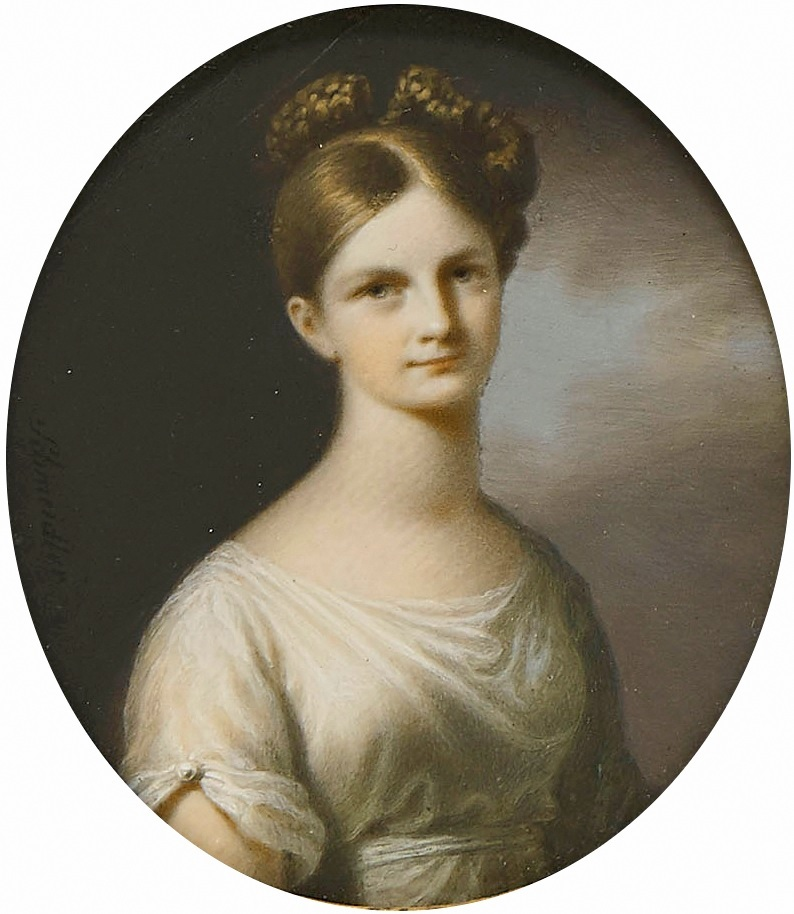
Porträt Prinzessin Charlotte von Preußen, um 1820

Carl Gottlob Schmeidler wollte erst Evangelische Theologie studieren, wandte sich dann aber der Malerei zu. Er besuchte kurzzeitig die Kunstakademie Dresden und kehrte dann nach Schlesien zurück, wo er vor allem als Maler tätig war.
Er porträtierte Offiziere der verschiedenen durch Schlesien ziehenden Armeen während der Napoleonischen Kriege, außerdem die Kinder des preußischen Königs Friedrich Wilhelm III. sowie schlesische Adlige.
Von 1828 bis 1831 war Carl Gottlob Schmeidler Vorsteher der Breslauer Stadtverordnetenversammlung und ab 1832/37 Mitglied des Schlesischen Provinziallandtages als einer von drei Breslauer Vertretern. 
Einige Gemälde befinden sich in Museen und Privatsammlungen.
Sein Porträt der Prinzessin Charlotte von Preußen, der späteren Zarengemahlin, erzielte bei einer Versteigerung 1909 bereits die hohe Summe von 4100 Reichsmark. 1994 und 2015 wurde es erneut versteigert.

## Familie
Carl Gottlob Schmeidler war mit Rosina Eleonore Henriette Müller (* 1788) seit 1805 verheiratet. Sie begründeten eine Familie, die einige Wissenschaftler, Theologen und Künstler hervorbrachten. Ihre Söhne waren
- Johann Carl Hermann Schmeidler (1807–1867), Prediger und Kirchenhistoriker in Breslau[3]
- Otto Julius Heinrich Schmeidler (1809–1860), königlicher Kreisbaumeister in Schlesien
- Wilhelm Friedrich Carl Schmeidler  (1821–1883), königlicher Eisenbahnsekretär und Historiker in Breslau und Berlin